# Giovanni Battista de Rossi
Giovanni Battista De Rossi (Roma, 23 febbraio 1822 – Castel Gandolfo, 20 settembre 1894) è stato un archeologo ed epigrafista italiano.

## Biografia
Laureato in giurisprudenza, de Rossi era appassionato fin da giovanissimo di archeologia. Negli anni del ginnasio si era iniziato sotto la guida del padre Giampietro Secchi allo studio dell'epigrafia greca e dal 1842 in compagnia del padre Giuseppe Marchi aveva cominciato a visitare le catacombe romane. Nel 1850 riuscì a scoprire le catacombe di San Callisto, presso la via Appia Antica, insieme con Alexandre Panon de Richemont. Responsabile della costituzione del "Museo cristiano lateranense", oggi parte dei Musei Vaticani, nel 1854 collaborò con Wilhelm Henzen e Theodor Mommsen alla compilazione del Corpus Inscriptionum Latinarum.
Nel 1861 iniziò la pubblicazione delle Inscriptiones christianae urbis Romae septimo saeculo antiquiores ("Iscrizioni cristiane della città di Roma anteriori al settimo secolo"), nel 1863 fondò il periodico Bullettino di archeologia cristiana e nel 1864 fu pubblicato il primo volume della sua Roma sotterranea cristiana. Fu direttore del Museo cristiano vaticano e presidente della Pontificia Accademia Romana di Archeologia.

## Opere
- (LA) Inscriptiones christianae Urbis Romae septimo saeculo antiquiores, 2 voll., Roma, 1861-1888.
- La Roma sotterranea cristiana descritta e illustrata, 3 voll., Roma, 1864-1877.
- Mosaici delle chiese di Roma anteriori al secolo XV, Roma, 1872.